# Vada (Toscane)
Vada est une frazione située sur la commune de Rosignano Marittimo, province de Livourne, en Toscane, Italie. Au moment du recensement de 2011 sa population était de 3 461 habitants.

## Géographie
Le hameau est situé sur la côte tyrrhénienne, positionné le long de la route nationale 1 Via Aurelia et du chemin de fer Pise-Rome, à environ 30 km de la ville de Livourne.

## Monuments
- Église San Leopoldo Re, église paroissiale
- Tour de Vada
- Phare du banc de Vada
- Casone di Vada
- Site archéologique San Gaetano [2]